# Pontiolaelaps salinus
Pontiolaelaps salinus är en spindeldjursart som beskrevs av Malcolm Luxton 1989. Pontiolaelaps salinus ingår i släktet Pontiolaelaps och familjen Digamasellidae. Inga underarter finns listade i Catalogue of Life.